# Concile de Troyes (878)
Le concile de Troyes est un concile qui se tient en août 878 pour examiner le cas de Bernard de Gothie qui a usurpé des biens de l'Église et qui est en conflit avec Frotaire et en révolte contre le roi Louis le Bègue.

## Le contexte
Le pape Jean VIII, chassé à la fois par les Sarrasins et les clercs romains, était venu en Francie occidentale demander de l'aide. Accueilli début mai 878 par le comte Boson dans la ville d'Arles où tous les deux séjournent quelques mois, il ouvre le 11 août 878 un concile à Troyes auquel les princes rechignent à se rendre. 

## Les décisions
Toutefois à la suite de ce concile, Bernard de Gothie est destitué et excommunié avec son frère Emenon. La Gothie passe aux mains de Bernard Plantevelue et la marche d'Espagne est détachée du marquisat.
Le pape s'occupe aussi de ses affaires et propose la couronne italienne à Louis II qui refuse, puis à Boson qui se laisse tenter et qui retourne en Italie avec lui.